# Mia Sandberg
Mia Sandberg, född 1947 i Jämtland, är en svensk sångare och konstnär, bosatt i Stockholm.

## Diskografi
- 1980 – Från mig (LP, Sonet SLP-2657)
- 1982 – Hälften av din kudde (LP, Sonet SLP-2693)
- 1984 – Tider att älska (LP, Sonet SLP-2754)